# Великий Кожвож
Великий Кожво́ж (рос. Большой Кожвож, марій. Кугу Кожвож) — присілок у складі Звениговського району Марій Ел, Росія. Входить до складу Кужмарського сільського поселення.

## Населення
Населення — 160 осіб (2010; 160 у 2002).
Національний склад (станом на 2002 рік):
- марі — 96 %